# Alibunar
Alibunar (en serbe cyrillique : Алибунар ; en hongrois : Alibunár ; en allemand : Alisbrunn) est une ville et une municipalité de Serbie située dans la province autonome de Voïvodine. Elle fait partie du district du Banat méridional. Au recensement de 2011, la ville comptait 2 883 habitants et la municipalité dont elle est le centre 19 780.
Le nom de la ville dérive du mot serbe bunar, le « puits » et du prénom turc Ali. Selon la légende locale, Alibunar fut ainsi nommée d'après un certain Ali Pacha qui y possédait un troupeau et un puits. Pendant la domination ottomane Alibunar était connu sous le nom de Krsturnica.

## Localités de la municipalité d'Alibunar

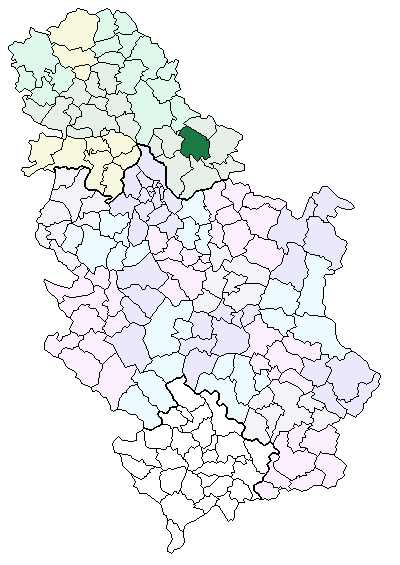
Localisation de la municipalité d'Alibunar en Serbie
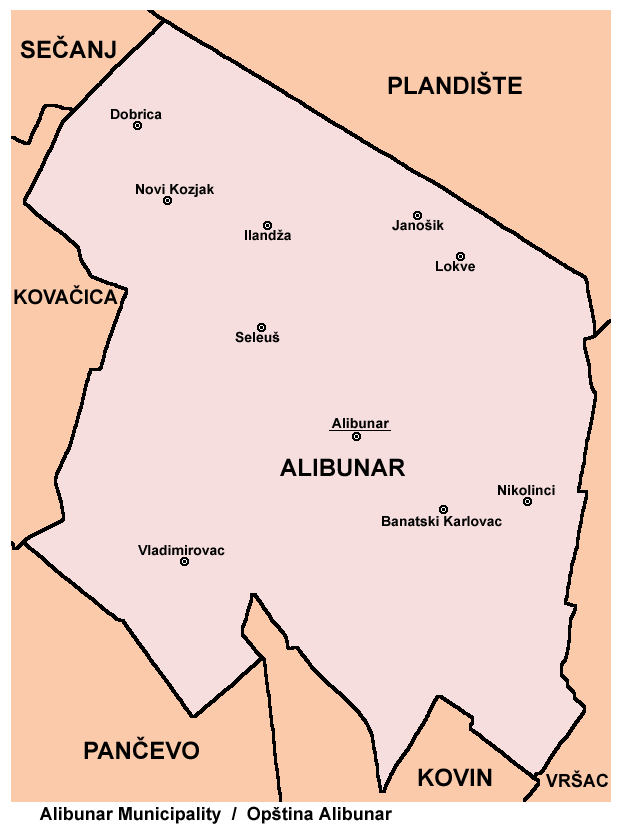
Localités de la municipalité d'Alibunar

La municipalité d'Alibunar compte fix localités :
- Alibunar ;
- Banatski Karlovac ;
- Vladimirovac ;
- Dobrica ;
- Ilandža ;
- Janošik ;
- Lokve ;
- Nikolinci ;
- Novi Kozjak ;
- Seleuš.

Alibunar et Banatski Karlovac sont officiellement classés parmi les« localités urbaines » (en serbe : градско насеље et gradsko naselje) ; toutes les autres localités sont considérées comme des « villages » (село/selo).

## Démographie

### Ville

#### Évolution historique de la population dans la ville
| 1948  | 1953  | 1961  | 1971  | 1981  | 1991  | 2002  | 2011  |
| ----- | ----- | ----- | ----- | ----- | ----- | ----- | ----- |
| 3 616 | 3 811 | 3 705 | 3 951 | 3 803 | 3 738 | 3 431 | 2 883 |

### Municipalité

#### Répartition de la population par nationalités dans la municipalité (2002)
Les localités qui possèdent une population à majorité serbe sont les suivantes : Alibunar, Banatski Karlovac, Vladimirovac, Dobrica, Ilandža et Novi Kozjak. La localité de Janošik possède une majorité slovaque. Lokve et Nikolinci possèdent une majorité de Roumains. Seleuš a une population mêlée, avec une majorité relative de Roumains.

### Religion

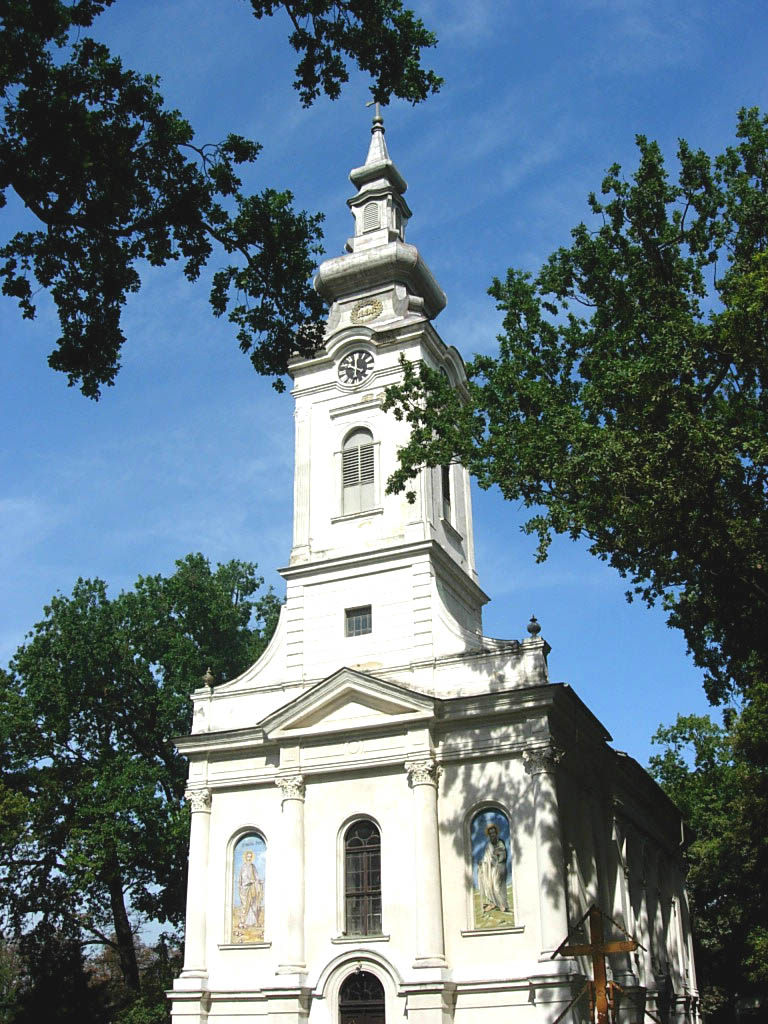
L'église orthodoxe roumaine d'Alibunar

## Politique
À la suite des élections locales serbes de 2008, les 23 sièges de l'assemblée municipale d'Alibunar se répartissaient de la manière suivante, :
| Parti                      | Sièges |
| -------------------------- | ------ |
| Pour une Serbie européenne | 10     |
| Parti radical serbe        | 5      |
| Liste Milan Ćuruvija       | 5      |
| Parti démocrate de Serbie  | 3      |

Danijel Kišmarton, membre du Parti démocrate du président Boris Tadić, qui conduisait la liste Pour une Serbie européenne, a été élu président (maire) de la municipalité. Stanjo Pavel a été élu président de l'assemblée municipale.